# 微鉤棘杜父魚
微鉤棘杜父魚，為輻鰭魚綱鮋形目杜父魚亞目杜父魚科的其中一種。分布於西北太平洋區的鄂霍次克海的Talak島海域，屬底棲性魚類，深度約水深0至30公尺。

## 扩展阅读
維基物種上的相關：微鉤棘杜父魚